# Die Flintstones in Viva Rock Vegas
Die Flintstones in Viva Rock Vegas (The Flintstones in Viva Rock Vegas) ist eine US-amerikanische Filmkomödie von Brian Levant aus dem Jahr 2000. In einer der Hauptrollen ist Stephen Baldwin zu sehen.
Die Komödie bezieht sich in Titel, Protagonisten und Handlung auf die bekannte Zeichentrickserie Familie Feuerstein. Es handelt sich um ein Prequel der Komödie Flintstones – Die Familie Feuerstein aus dem Jahr 1994.

## Handlung
Fred Feuerstein und Barney Geröllheimer sind Freunde und Arbeitskollegen. Die aus einer reichen Familie stammende Wilma Schlackenberger ist mit Betty Kieselsand befreundet. Als die Männer die Frauen kennenlernen, verliebt sich Fred in Wilma und Barney in Betty.
Die Mutter von Wilma, Pearl Slaghoople, träumt davon, dass ihre Tochter den reichen Chip Rockefeller heiratet. Fred, Barney, Wilma und Betty werden von Chip nach Rock Vegas eingeladen, wo Chip ein Casino besitzt. Fred gewinnt dort zunächst, dann verliert er im Spiel. Der Alien Gazoo hilft Fred.

## Kommerzieller Erfolg
Kommerziell konnte der Film bei weitem nicht an seinen Vorgänger aus dem Jahr 1994 anknüpfen. In den deutschen Kinos fand er nur rund 548.000 Zuschauer und liegt damit in der Hitliste der erfolgreichsten Kinofilme des Jahres abgeschlagen auf Platz 74 (zum Vergleich: The Flintstones wurde 1994 von 6.259.000 Menschen gesehen und erreichte damit Platz 2). In den USA spielte der Film magere 35,2 Millionen US-Dollar ein und liegt damit auf Platz 73 der Jahreshitliste (zum Vergleich: The Flintstones erreichte 1994 mit einem Gewinn von 130,5 Millionen US-Dollar Platz 5).

## Kritiken
Lou Lumenick schrieb in der New York Post, der Film sei unterhaltsamer als die Komödie aus dem Jahr 1994.
Stephen Hunter schrieb in der Washington Post, der Film sei „ulkig“ („zany“).
Das Lexikon des internationalen Films urteilte, der Film sei eine „überdrehte Neuauflage“, deren „uninspirierte[s] Drehbuch“ übersehe, „dass der eigentliche Reiz der ursprünglichen Fernsehserie […] in den liebenswerten Ehestreitigkeiten der Paare lag“. Es handle sich somit um einen „fade[n] Aufguss, der vor allem auch daran krankt, dass die gegenüber dem ersten Film komplett ausgewechselte Darsteller-Riege kaum zur Identifikation“ einlade.

## Auszeichnungen
Der Film wurde 2001 als „Beste Komödie“ beim Young Artist Award ausgezeichnet.
Mark Addy bekam als „Bester Schauspieler in einer Komödie“ ebenfalls einen Young Artist Award.
Außerdem bekam er noch weitere sechs Nominierungen, darunter zwei beim Golden Globe Award.
Der Film wurde insgesamt vier Mal für den Negativpreis der Golden Raspberry Award Foundation 2001 nominiert, wurde aber nicht ausgezeichnet.

## Hintergrund
- In einer Szene auf dem Volksfest sieht man am Ringe-Wurf-Stand "Ring Toss" von hinten ein kleines Mädchen einen großen Ring werfen. Bei dem Mädchen handelt es sich um die damals noch unbekannte Schauspielerin Kristen Stewart.
- In seinem Spielcasino-Büro versteckt der windige Unternehmer Chip Rockefeller in der Wand einen Schalthebel, mit dem er die Spieltische in seinem Casino manipulieren kann, hinter dem Gemälde Der Schrei des norwegischen Malers Edvard Munch. Außerdem hängen in dem Büro eine humoristisch variierte Darstellung des Gemäldes Nighthawks des amerikanischen Malers Edward Hopper und das Bild Die Beständigkeit der Erinnerung von Maler Salvador Dalí.
- Bei dem Filmsong Viva Rock Vegas handelt es sich um eine umgeschriebene Cover-Version des Songs Viva Las Vegas von Elvis Presley.